# Abraj Kudai
21°24′06″N 39°49′44″E / 21.4018°N 39.8288°E
Abraj Kudai是一棟位於麥加、正在興建中的飯店，原本預計於2017年完工，但2015年時因財務問題停工，預計推遲至2019年或2020年完工。若該飯店完工，將會是世界上最大的飯店，由12棟高45層樓的大樓構成，佔地140萬平方公尺，有10000個房間、70間餐廳和5個直升機停機坪。其中五層樓專屬於沙烏地阿拉伯王室。

## 外部連結
官方網站